# Anch
| S34 |

| S34 |

| S34 | n · Aa1 |

| S34 | n · Aa1 |

Das Anch (☥, 𓋹), im Englischen und Niederländischen Ankh, ägyptisch Ꜥnḫ, auch Anch-Symbol, Anch-Kreuz, ägyptisches Kreuz, Henkelkreuz, Lebensschleife, Nilschlüssel oder koptisches Kreuz (als Symbol der koptischen Kirche), lateinisch Crux ansata, ist ein altägyptisches Symbol, das für das Weiterleben im Jenseits steht.
Als Hieroglyphe ist das Zeichen eine Abkürzung für Leben, aber auch ein Ideogramm für Sandalenriemen.

## Details
Das Symbol selbst besteht aus einem T mit einer aufgesetzten Schleife (meist halbe Lemniskate).
Es gibt alte ägyptische Darstellungen, in denen ein Gott das Anch dem Pharao als Zeichen des Lebens überreicht. Dabei ist das Zeichen manchmal in der Nähe der Nase zu finden, um eine Verbindung zwischen Leben und Atem darzustellen.
Die Aussprache ([ʕnɣ] oder [ʕnx]) wurde rekonstruiert.

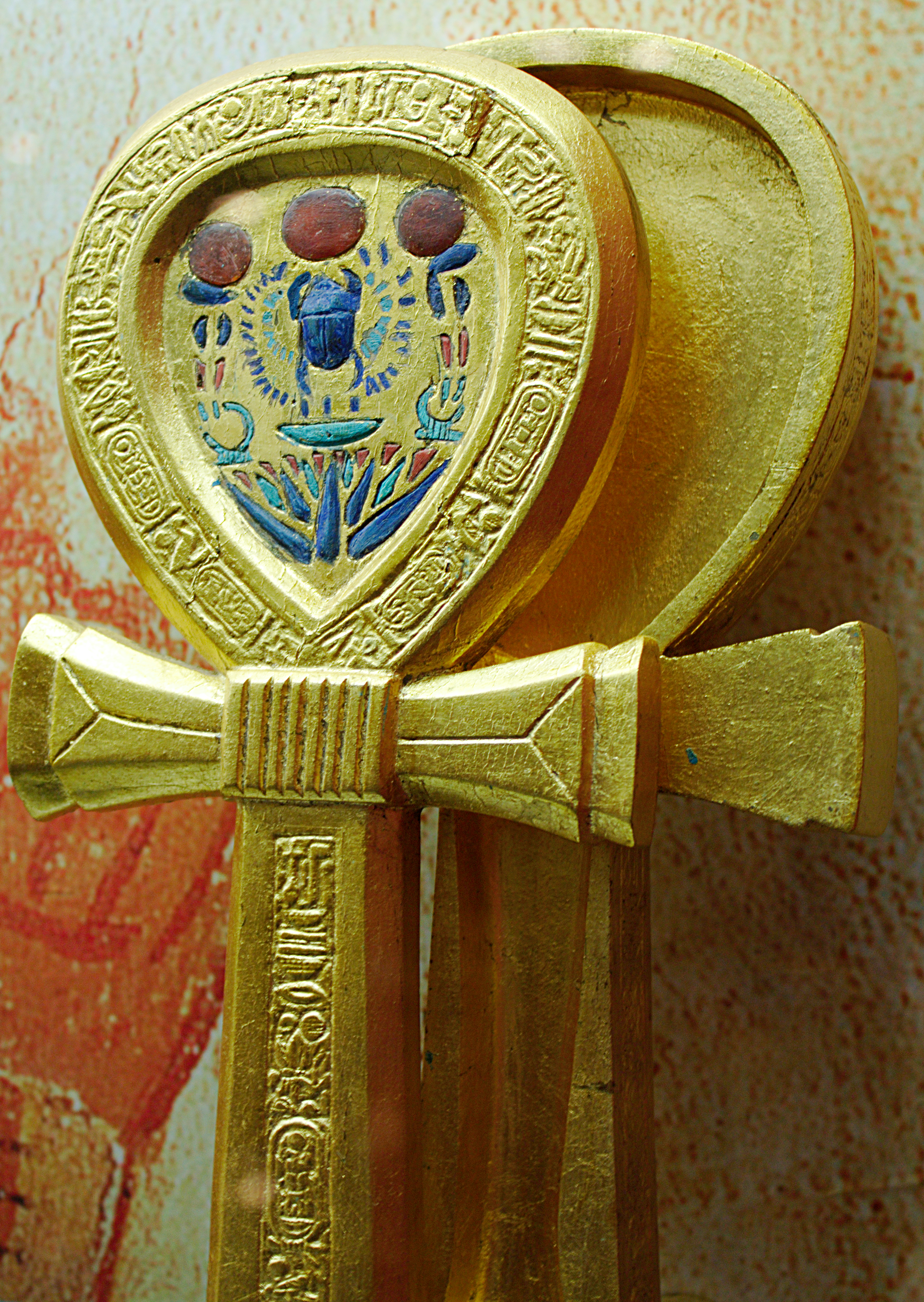
Replikat eines Spiegeletuis des Tutanchamun in Form eines Anch (Original: Ägyptisches Museum Kairo, JE 62349, Fund-Nr. 269b)
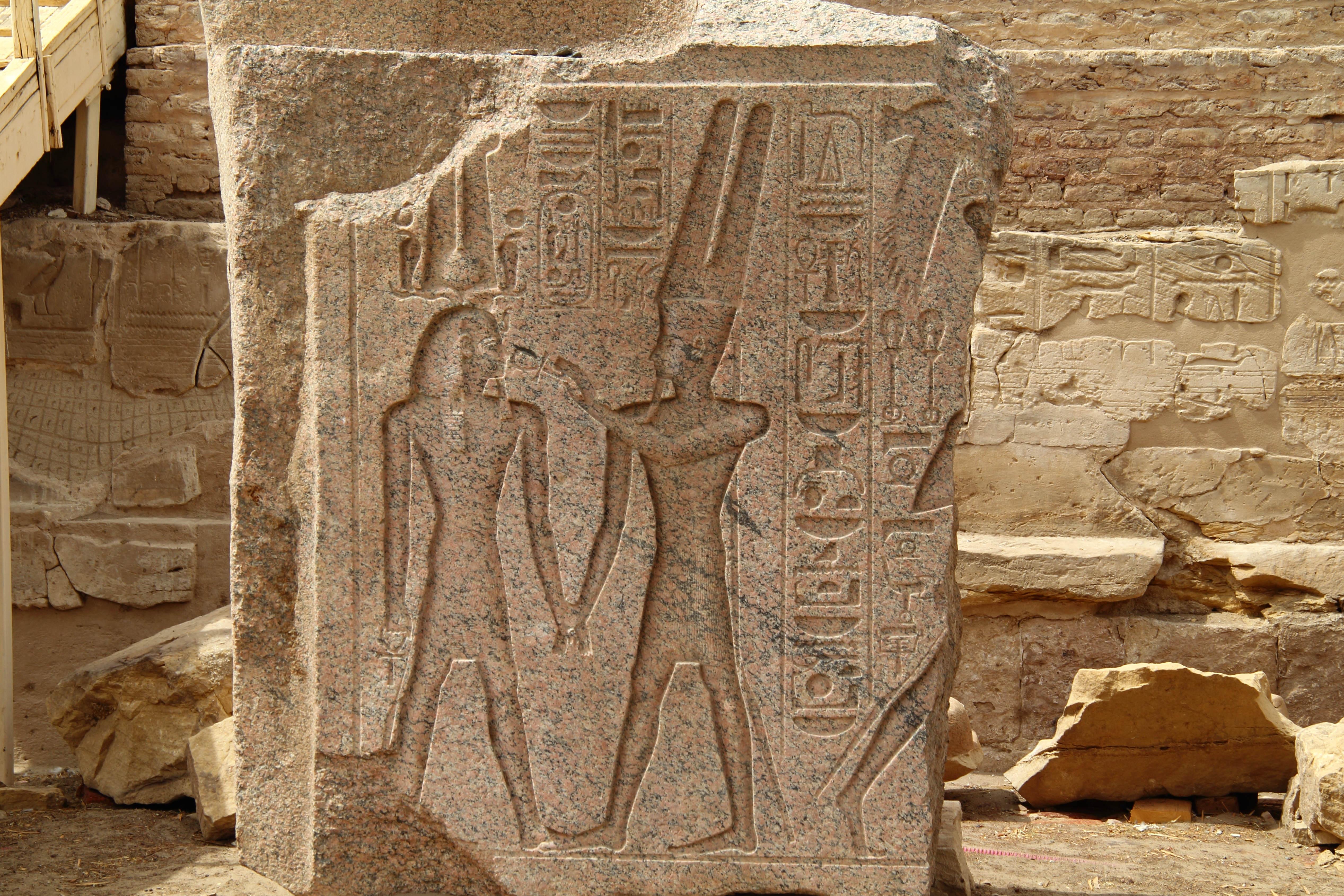
Gott Amun-Re hält Ramses II. das Lebenszeichen an die Nase mit den Worten: „Hiermit gebe ich dir alles Leben, Beständigkeit und Wohlergehen, alle Gesundheit, alle Herzensfreude, alle Tüchtigkeit, alle Stärke.“ (13. Jh. v. Chr.)
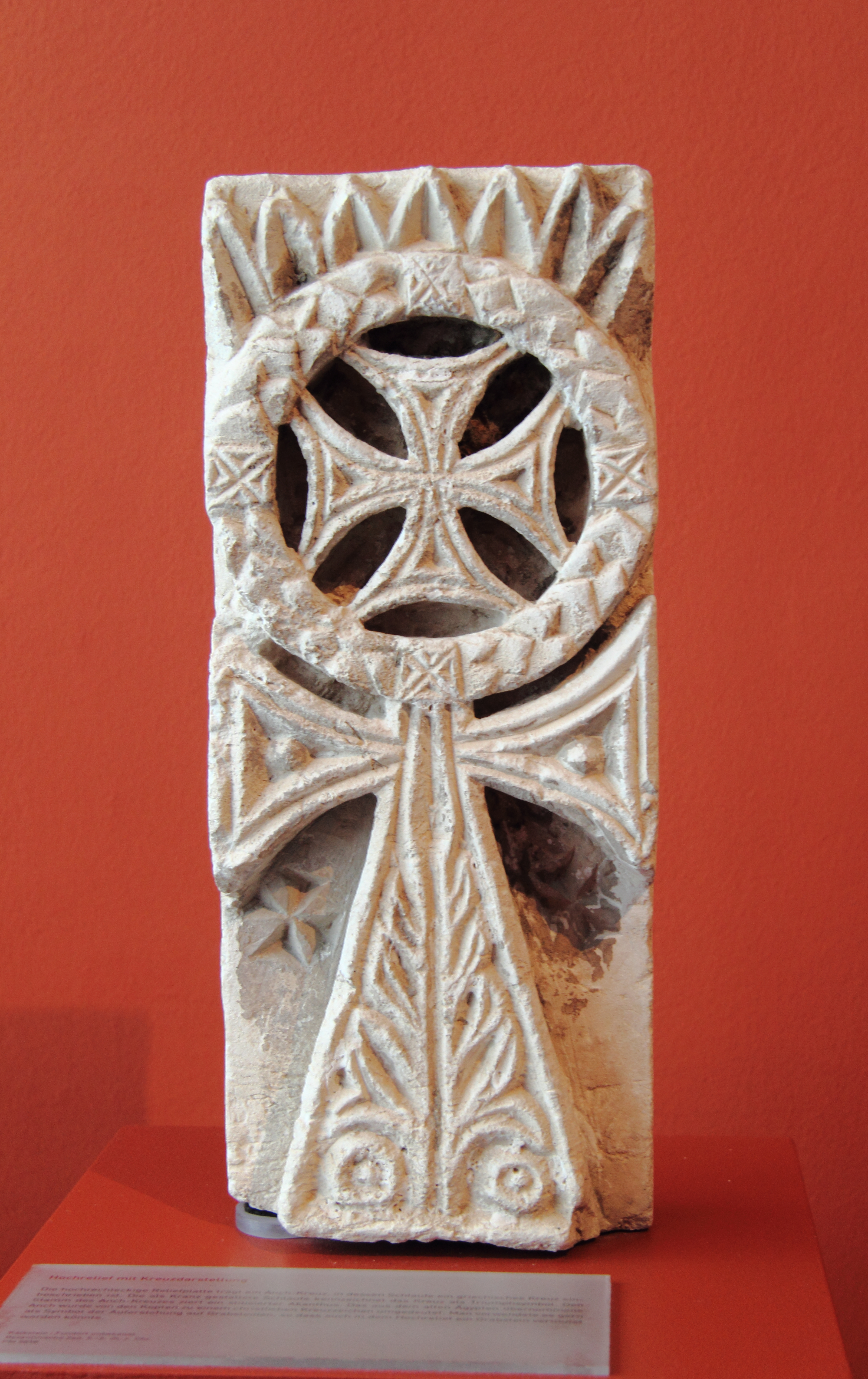
Relief mit koptischem Kreuz 5.–6. Jh. n. Chr.

## Moderne Kultur
In der Esoterik wird das Anch oft in vielfältiger und darum nicht genau bestimmbarer Bedeutung benutzt. In der populären Kultur kommt es häufig als Symbol für Unsterblichkeit oder Lebenskraft vor – so etwa in Subkulturen wie der Gothic-Szene, wo es gerne als Schmuck getragen wird, in Computerspielen und in Filmen wie Flucht ins 23. Jahrhundert, wo es als ein Schlüssel für eine Zuflucht auftaucht. Der Gitarrist Vinnie Vincent trug zu seiner Zeit bei Kiss (1982–1983) bei Konzerten ein Anch als Maske.